# The 18th Letter
The 18th Letter (с англ. — «18-я буква») — дебютный студийный альбом американского рэпера Rakim, выпущенный 4 ноября 1997 года на лейбле Universal Records. Это его первый релиз нового материала по прошествии пяти лет после выхода альбома Don’t Sweat the Technique (1992) в составе дуэта Eric B. & Rakim.
Альбом включает в себя продакшн от DJ Clark Kent, Pete Rock, Father Shaheed (из группы Poor Righteous Teachers), Nick Wiz и DJ Premier. Он содержит лирические темы, касающиеся золотой эры хип-хопа, рэп-мастерства Ракима и состояния хип-хопа. Название альбома относится к букве «R», являющейся восемнадцатой буквой английского алфавита.
Альбом дебютировал под номером 4 в чарте Billboard 200 и под номером 1 в чарте Top R&B/Hip Hop Albums в американском журнале Billboard. Альбом был продан в количестве 500 тысяч экземпляров в Соединённых Штатах и был сертифицирован RIAA как «золотой» спустя месяц, 11 декабря 1997 года.
Делюкс-версия альбома была продана вместе с компиляцией The Book of Life, коллекцией лучших хитов группы Eric B. & Rakim. The Book of Life также был выпущен отдельно как двойной виниловый релиз в 1997 году.
Было выпущено 4 сингла на песни из альбома: «The Saga Begins», «Guess Who’s Back», «It’s Been A Long Time» и «Stay a While». «Guess Who’s Back» достиг 22 места в чарте Hot R&B/Hip-Hop Airplay, а также 32 места в чарте UK Singles Chart в Великобритании, где «Stay a While» достиг 53 места.

## Приём критиков
| Оценки критиков    | Оценки критиков |
| Источник           | Оценка          |
| ------------------ | --------------- |
| Allmusic           | [ 12 ]          |
| Chicago Tribune    | [ 13 ]          |
| Robert Christgau   | [ 14 ]          |
| The New York Times | (favorable)     |
| Pitchfork Media    | (8.0/10)        |
| Rolling Stone      | [ 17 ]          |
| The Source         | [ 18 ]          |
| Spin               | (7/10)          |
| USA Today          | [ 20 ]          |
| Yahoo! Music       | (favorable)     |

The 18th Letter получил высокую оценку от музыкальных критиков. В своём обзоре для AllMusic, журналист Лео Стэнли заявил, что «Ракиму потребовалось пять лет, чтобы начать сольную карьеру, но ожидание того стоило — „The 18th Letter“ — одна из самых сильных записей, выпущенных рэпером-ветераном в конце 90-х. Работая со множеством продюсеров (Pete Rock, Clark Kent, Father Shaheed, DJ Premier), Раким звучит резко, сосредоточенно и сильно, читая рэп с неслыханной силой на своих классических альбомах с Eric B. Он всё ещё сохраняет свою ловкость для катания спокойных рифм, но что впечатляет, так это то, как он может переключаться между этим стилем и более агрессивной техникой. На записи есть несколько медленных мест, но в целом, несколько последних альбомов рэперов 80-х звучат так же мощно и жизненно важно, как и The 18th Letter.».
В своём обзоре для Chicago Tribune, журналист Сорен Бейкер заявил, что «Широко признанный лучшим рэпером, Раким добавляет к своей репутации свой первый альбом за пять лет. От мастерства скретчинга и вырезания-вставки праздничного „New York (Ya Out There?)“ до воспоминания „Remember That“, харизматически свежая доставка уроженца Лонг-Айленда остаётся бесподобной. Раким — 11-летний рифмующий ветеран, чья уравновешенность и лирическая точность позволяют ему создавать умное хвастовство, не полагаясь на хвастовство усталым материализмом или бессмысленным насилием. Второй диск содержит 15 классических записей с бывшим партнёром Эриком Би.».
Роберт Кристгау из The Village Voice прокомментировал: «Его канон имеет ясность, с которой его возвращение не может сравниться („When I’m Flowin'“, „It’s Been a Long Time“)».
Газета The New York Times написала: «Раким для рэпа всё равно что Мик Джаггер для рока: артист, который помог родить музыкальный жанр и при этом остаётся актуальным и популярным сегодня. Одиннадцать лет назад Раким совершил музыкальную революцию, представив тихий стиль рэпа. Его рэп был построен на сложных рифмованных схемам, и в то время как его соседи по Лонг-Айленду в Public Enemy привносили чёрный национализм в рэп, Раким, член Нации Ислама, делал намёки на вдумчивую духовность. Затем в 1993 году он и его партнёр Eric B. расстались; Раким сменил звукозаписывающую компанию, и в течение четырёх лет он не выпускал никаких новых записей. Его последний альбом The 18th Letter, состоящий из двух дисков, является его первой сольной работой. Альбом показывает захватывающие, богато текстурированные треки и кинетическую игру слов, заполненную ссылками на Коран; его виртуозное командование рифмами только усилилось со временем.».
Журнал Rolling Stone заявил, что «… голос, который звучит как рэп-саксофон… сосредоточен на навыках, а не на машинах, наркотиках или пистолетах… украшенный пышным R&B и резкими звуковыми текстурами Wu-Tang…».
Журнал The Source заявил, что «… его стиль породил революцию рифм, всё ещё развивающуюся и по сей день… The 18th Letter, первый сольный альбом Ра, полностью заполнен новыми семью теориями МС и мудрыми пророчествами…».

## Список композиций
| #  | Название                                  | Продюсеры      | Длительность |
| -- | ----------------------------------------- | -------------- | ------------ |
| 1  | «Intro»                                   |                | 0:13         |
| 2  | «The 18th Letter (Always and Forever)»    | Father Shaheed | 3:01         |
| 3  | «Skit»                                    |                | 0:24         |
| 4  | «It’s Been a Long Time»                   | DJ Premier     | 3:58         |
| 5  | «Remember That»                           | DJ Clark Kent  | 4:40         |
| 6  | «The Saga Begins»                         | Pete Rock      | 4:22         |
| 7  | «Skit»                                    |                | 0:19         |
| 8  | «Guess Who’s Back»                        | DJ Clark Kent  | 4:11         |
| 9  | «Stay a While»                            | DJ Clark Kent  | 4:25         |
| 10 | «New York (Ya Out There)»                 | DJ Premier     | 4:04         |
| 11 | «Show Me Love»                            | Nick Wiz       | 4:19         |
| 12 | «Skit»                                    |                | 0:19         |
| 13 | «The Mystery (Who Is God?)»               | Naughty Shorts | 5:21         |
| 14 | «When I’m Flowin'»                        | Pete Rock      | 5:04         |
| 15 | «It’s Been a Long Time (Suave House Mix)» | Mo-Suave-A     | 3:59         |
| 16 | «Guess Who’s Back (Alternative Mix)»      | DJ Clark Kent  | 4:11         |
| 17 | «Outro»                                   |                | 1:20         |

### The Book of Life
| #  | Название                 | Альбом                    | Длительность |
| -- | ------------------------ | ------------------------- | ------------ |
| 1  | «I Know You Got Soul»    | Paid In Full              | 4:43         |
| 2  | «Follow the Leader»      | Follow the Leader         | 5:32         |
| 3  | «Eric B. Is President»   | Paid In Full              | 6:15         |
| 4  | «Microphone Fiend»       | Follow the Leader         | 5:13         |
| 5  | «I Ain’t No Joke»        | Paid In Full              | 3:52         |
| 6  | «Lyrics of Fury»         | Follow the Leader         | 4:11         |
| 7  | «My Melody»              | Paid In Full              | 6:47         |
| 8  | «Know the Ledge»         | Don’t Sweat the Technique | 3:58         |
| 9  | «Move the Crowd»         | Paid In Full              | 3:36         |
| 10 | «Let the Rhythm Hit ’Em» | Let the Rhythm Hit ’Em    | 5:24         |
| 11 | «Mahogany»               | Let the Rhythm Hit ’Em    | 4:27         |
| 12 | «In the Ghetto»          | Let the Rhythm Hit ’Em    | 5:26         |
| 13 | «Casualties of War»      | Don’t Sweat the Technique | 4:02         |
| 14 | «The Punisher»           | Don’t Sweat the Technique | 4:06         |
| 15 | «Paid in Full»           | Paid In Full              | 3:49         |

## Чарты

### Еженедельные чарты
| Чарт (1997)                            | Высшая позиция |
| -------------------------------------- | -------------- |
| США (Billboard 200)                    | 4              |
| США (Billboard Top R&B/Hip-Hop Albums) | 1              |
| Великобритания (UK Albums Chart)       | 72             |

### Итоговые годовые чарты (альбом)
| Чарт (1997)                        | Позиция |
| ---------------------------------- | ------- |
| Top R&B/Hip-Hop Albums (Billboard) | 80      |

### Синглы
| 1997 | «Guess Who’s Back» | 22 | 32 |
| 1998 | «Stay a While»     | -  | 53 |

## Сертификации

### Альбом
| Регион | Сертификация | Продажи  |
| --- | ------------ | -------- |
| США (RIAA) | Золотой      | 500,000^ |
| * Данные о продажах приведены только на основе сертификации. ^ Данные о тиражах приведены только на основе сертификации. |              |          |